# Seitenstein

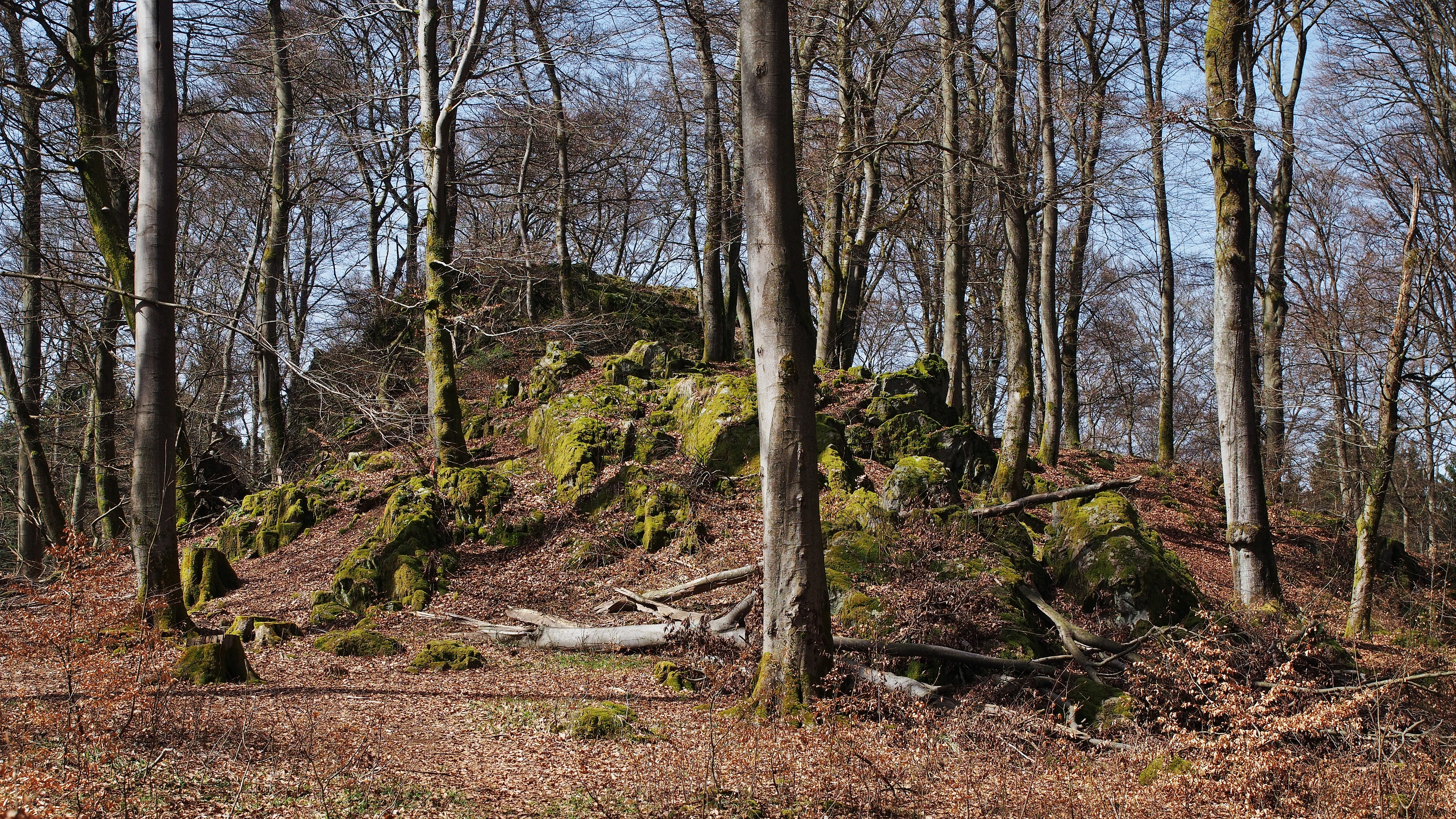
Anblick der Formation von Osten

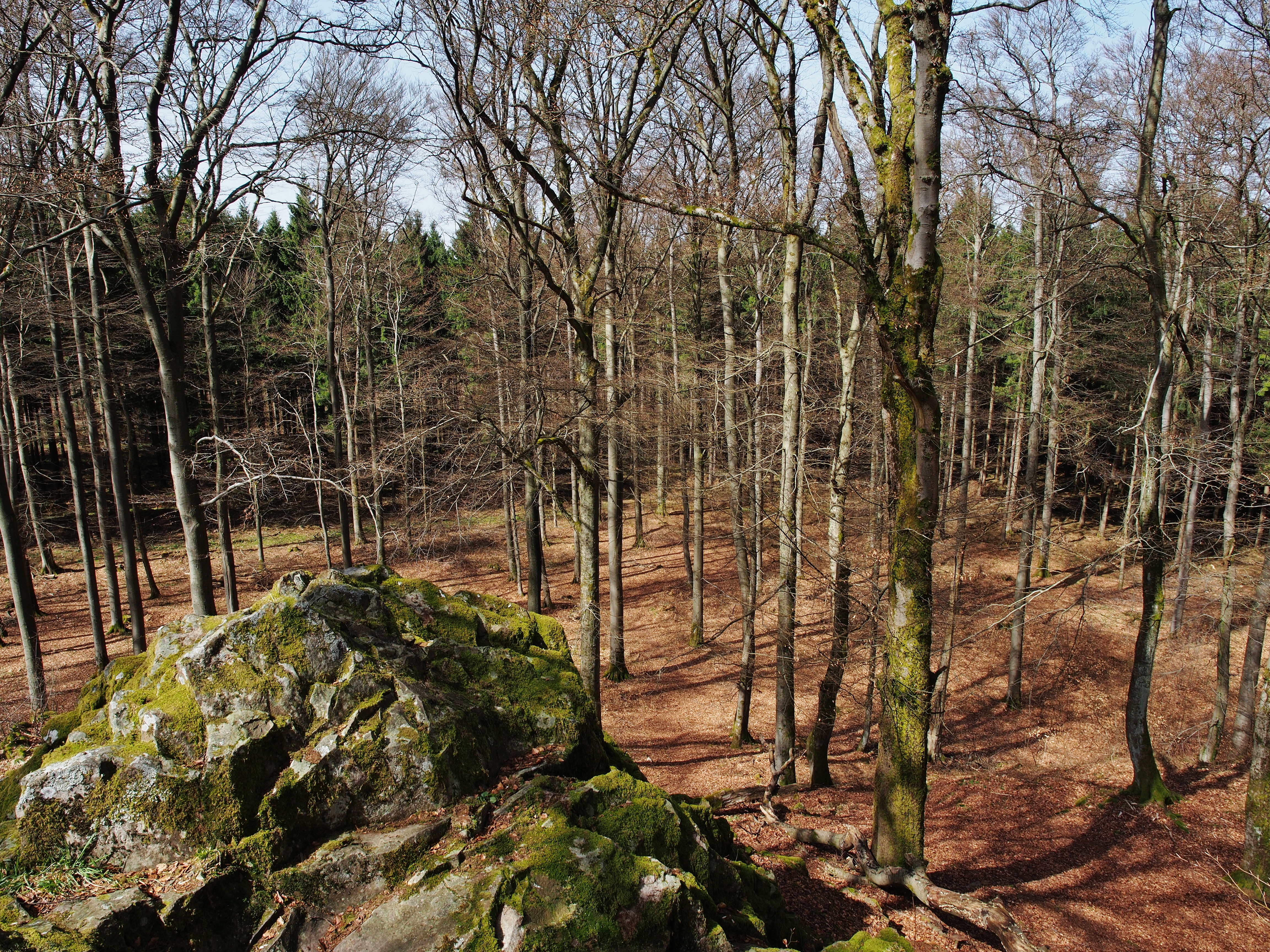
Blick vom „Gipfel“ in den Wald

Im Wappen der Gemeinde steht der Hahn auf dem Seitenstein

Der Seitenstein ist eine Basaltformation in der Gemeinde Hellenhahn-Schellenberg im Hohen Westerwald. Er hat den Status eines flächenhaften Naturdenkmales (ND-7143-454).

## Beschreibung
Der Seitenstein steht innerhalb eines geschlossenen, aber lichten Laubwaldes und überragt dessen Baumwipfel nicht, so dass er von außerhalb des Waldes nicht zu sehen ist und selbst auch keine Aussicht bietet. Er hat eine länglich-runde Form mit etwa 200 m Umfang. Der mittelgraue, zerklüftete Basaltfels ist leicht zu ersteigen. Der Gipfel liegt 25 Meter oberhalb des umgebenden, 496 m hohen Geländes.
Erreichbar ist der Fels auf mehreren kleinen Pfaden von naheliegenden Waldwegen aus.
Im Wappen der Gemeinde Hellenhahn-Schellenberg ist der Seitenstein als silberner Fels dargestellt.

## Entstehung
Vor etwa 25 Millionen Jahren trat heißes Magma aus der Erde an die Oberfläche und kühlte sich dann zu ungleichmäßig ab, um regelmäßige Basaltsäulen entstehen zu lassen. So bildeten sich die irregulären Formen, die von weitem wie ein Steinhaufen wirken, jedoch einen zusammenhängenden Fels bilden und seitdem von Verwitterungsprozessen weiter abgerundet wurden.

## Sage
Eine lokale Sage erzählt von Zwergen, die am oder im Seitenstein wohnen und große Reichtümer angesammelt haben. Einst sollen sie einem vorbeikommenden Fußgänger angeboten haben, sich alle Taschen vollzumachen. Der jedoch lief nach Hause und holte einen großen Sack. Als er den Stein wieder erreichte, waren die Zwerge mit ihren Schätzen verschwunden. Seitdem wird geraten, einen Sack dabeizuhaben, wenn man am Seitenstein vorbeikommt.